# 1972年大西洋飓风季时间轴

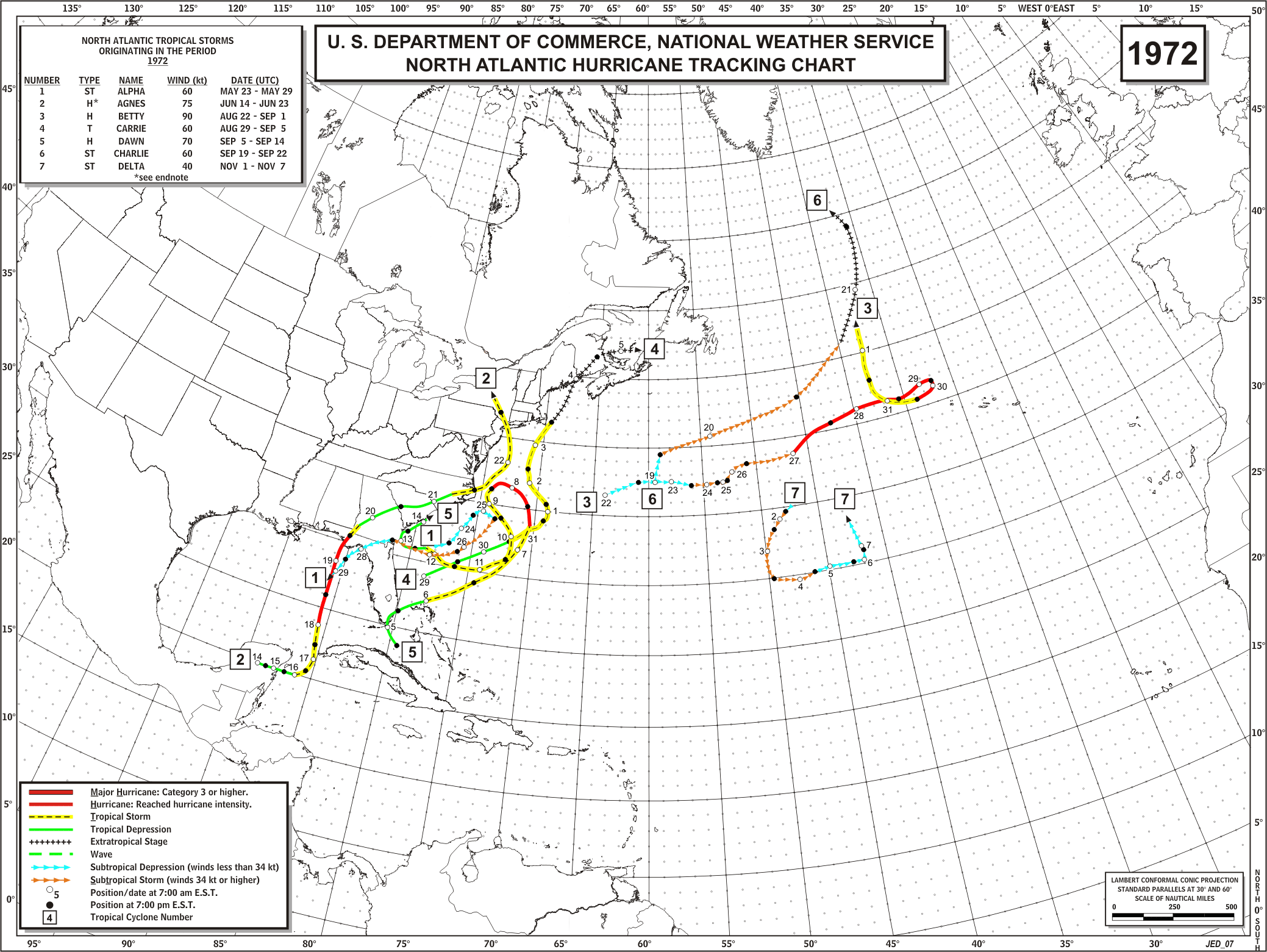
1972年大西洋飓风季所有风暴的路径图。

1972年大西洋飓风季是纪录以来仅有的5个没有形成大型飓风的大西洋飓风季之一，另外4个分别是1968、1986、1994和2013年大西洋飓风季。全季一共形成了7个热带或亚热带低气压并且全部都发展成了热带或亚热带风暴甚至飓风。本季从1972年6月1日正式开始，同年11月30日结束，传统上这样的日期界定了一年中绝大多数热带气旋在大西洋盆地形成的时间段。这个时间轴中记录了本季所有热带气旋形成、增强、减弱、登陆、转变成温带气旋以及消散的具体信息。还包括实际操作中没有发布的信息，如美国国家飓风中心在风暴过后进行的回顾。
5月23日形成的亚热带风暴阿尔法是本季第一场风暴，这时距飓风季正式开始的6月1日还有一个多星期的时间。亚热带风暴德尔塔则是全季最后一场风暴，于11月7日消散。本季全部7个热带气旋中有3个起初是亚热带风暴，另外4个是热带气旋。热带气旋中有3个达到飓风强度，但没有任何一个成为大型飓风，即没有任何一场风暴达到或超过萨菲尔-辛普森飓风等级下的三级强度。虽然这场飓风季的活跃程度较低，但其间形成的飓风艾格尼丝却成为历史上对美国造成人员伤亡和经济损失最为惨重的飓风之一。艾格尼丝强度较弱，但规模很大，在佛罗里达州西北狭长地带登陆后继续沿美国东岸北上。风暴共计夺走了122条人命，造成高达21亿美元（1972年美元，相当于2025年的153億美元）的破坏，其中大部分都是由发生在宾夕法尼亚州和纽约州的洪灾导致。

## 风暴时间轴

### 5月
5月23日

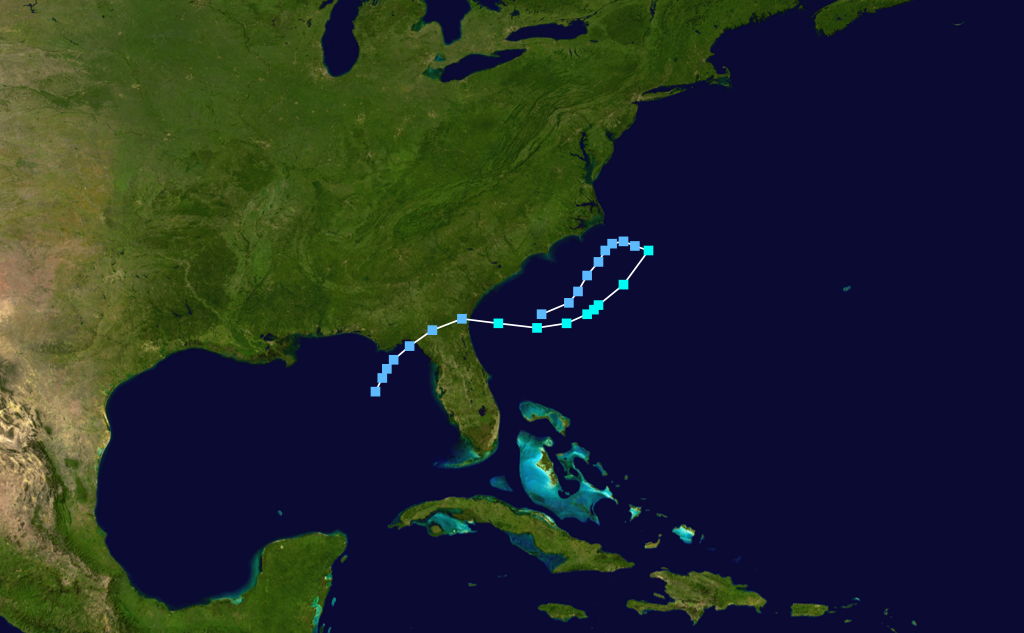
亚热带风暴阿尔法路线图。

- 协调世界时下午18点：萨凡纳东南方向海域形成了一股亚热带低气压。

5月26日
- 凌晨0点：之前位于乔治亚州萨凡纳东南方向的亚热带低气压增强成亚热带风暴并获命名为阿尔法（Alpha）。
- 中午12点，亚热带风暴阿尔法达到最大持续风速每小时110公里的最高强度。

5月27日
- 凌晨0点：亚热带风暴阿尔法以每小时75公里风速在乔治亚州不伦瑞克（Brunswick）附近登陆。

5月28日
- 凌晨0点：亚热带风暴阿尔法减弱成亚热带低气压。
- 中午12点：亚热带低气压阿尔法以每小时55公里风速从佛罗里达州西北狭长地带进入墨西哥湾。

5月29日
- 中午12点：亚热带低气压阿尔法在墨西哥湾北部上空消散。

### 6月
6月1日
- 1972年大西洋飓风季正式开始。

6月14日

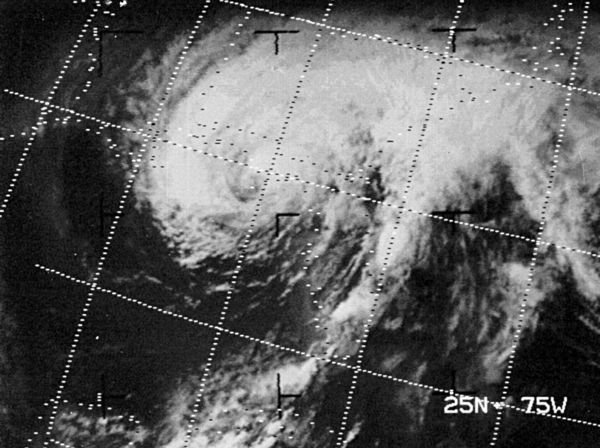
1972年6月19日，正处最高强度的飓风艾格尼丝

中午12点：尤卡坦半岛上空有一股热带低气压形成。
6月15日
- 下午18点：亚热带低气压以每小时55公里风速离开尤卡坦半岛上空进入加勒比海西部。

6月16日
- 中午12点：亚热带低气压增强成热带风暴并因此获命名为艾格尼丝（Agnes）。

6月18日
- 中午12点：热带风暴艾格尼丝增强到飓风强度，成为本季首场飓风。

6月19日
- 早上6点：飓风艾格尼丝达到最大持续风速每小时140公里的最高强度。

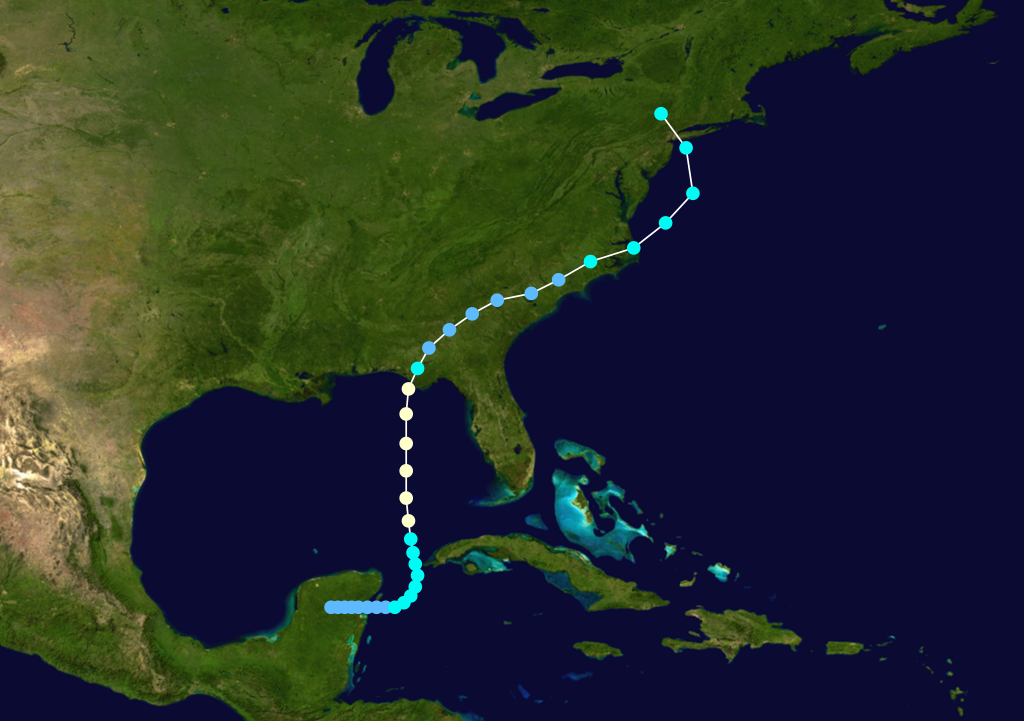
飓风艾格尼丝的路径图。

- 下午18点：飓风艾格尼丝以每小时120公里风速在佛罗里达州巴拿马城附近登陆。

6月20日
- 凌晨0点：飓风艾格尼丝减弱成热带风暴。
- 早上6点：热带风暴艾格尼丝迅速减弱成热带低气压。

6月21日
- 下午18点：热带低气压艾格尼丝在北卡罗莱纳州东部上空重新强化为热带风暴。

6月22日
- 凌晨0点：热带风暴艾格尼丝从北卡罗莱纳州戴尔县纳格斯黑德（Nags Head）附近进入大西洋。
- 中午12点：热带风暴艾格尼丝达到第二次增强过程中的最高强度，风力时速110公里。
- 下午18点：热带风暴艾格尼丝以每小时100公里风速从纽约附近登陆。

6月23日
- 早上6点：热带风暴艾格尼丝转变成温带气旋。

### 7月
- 整个7月都没有热带气旋在大西洋盆地发展和形成。

### 8月
8月22日

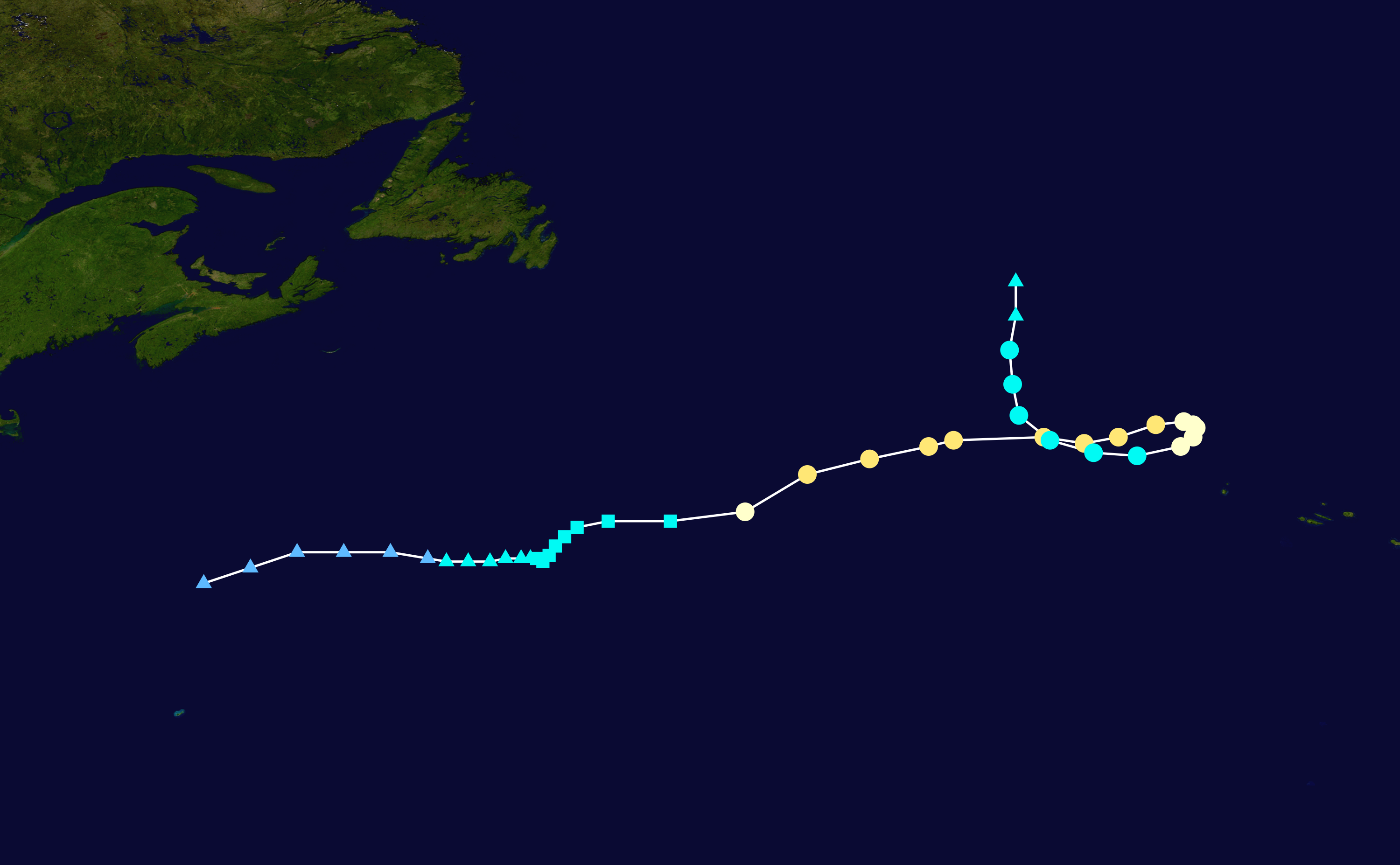
飓风贝蒂的路径图。

- 中午12点：百慕大以北海域形成了一股亚热带低气压。

8月24日
- 凌晨0点：亚热带低气压增强成亚热带风暴并获命名为布拉沃（Bravo）。

8月25日
- 早上6点：亚热带风暴布拉沃转变成热带风暴并获重新命名成贝蒂（Betty）。

8月27日
- 中午12点：热带风暴贝蒂达到飓风强度，成为本季第二场飓风。
- 下午18点：飓风贝蒂增强成二级飓风。

8月28日
- 凌晨0点：飓风贝蒂达到风速每小时165公里的最高强度。

8月29日
- 中午12点：佛罗里达州代托纳比奇以西洋面形成了一股热带低气压。

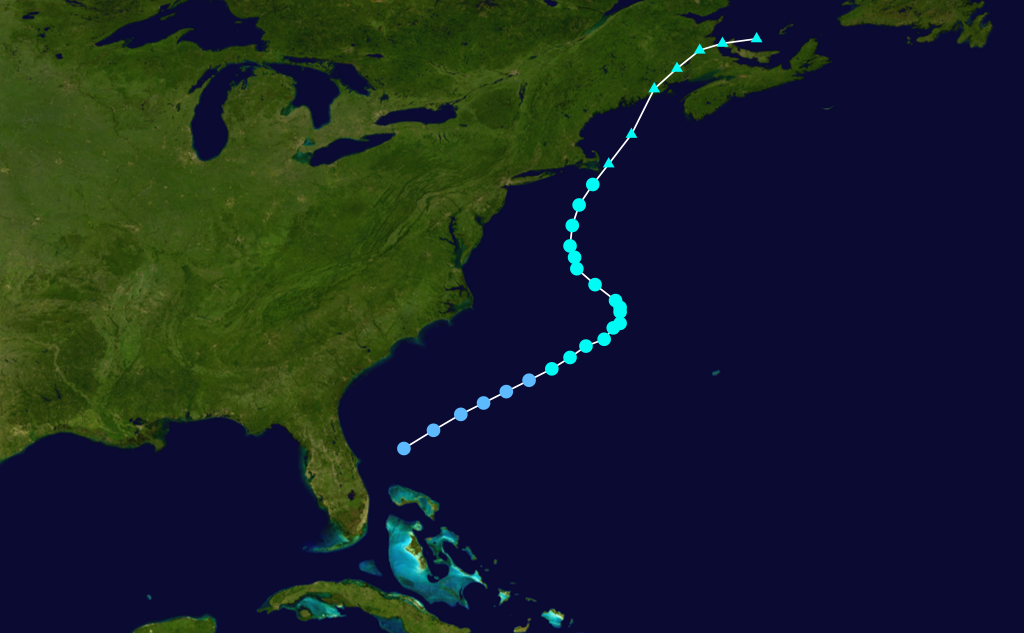
热带风暴卡丽的路径图

- 下午18点：飓风贝蒂减弱为一级飓风。

8月31日
- 凌晨0点：热带低气压增强成热带风暴并因此获命名为卡丽。
- 凌晨0点：飓风贝蒂减弱成热带风暴。
- 下午18点：热带风暴卡丽的最大持续风速达到每小时95公里。

### 9月
9月1日
- 下午18点：热带风暴贝蒂因进入北大西洋寒冷水域上空而转变成温带气旋。

9月3日
- 下午18点：热带风暴卡丽达到风速每小时105公里的最高强度。

9月4日
- 凌晨0点：热带风暴卡丽转变成温带气旋。

9月5日

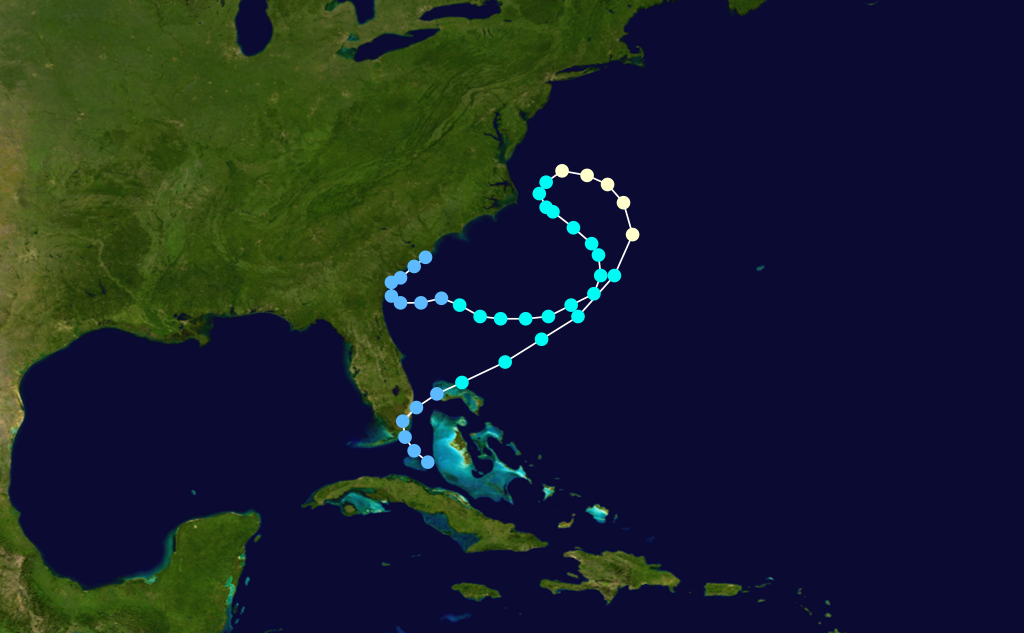
飓风唐恩的路径图。

- 凌晨0点：古巴圣克拉拉东北方向海域形成了一股热带低气压。
- 下午18点：热带低气压以每小时55公里风速穿越佛罗里达州门罗县基拉戈（Key Largo）和西北狭长地带。

9月6日
- 凌晨0点：热带低气压从佛罗里达州狭长地带进入大西洋。
- 中午12点：热带低气压增强成热带风暴并获命名为唐恩（Dawn）。

9月7日
- 下午18点：热带风暴唐恩增强成本季的第三场，也是最后一场飓风。

9月8日
- 凌晨0点：飓风唐恩达到风速每小时130公里的最高强度。

9月9日
- 凌晨0点：飓风唐恩减弱成热带风暴。

9月12日
- 下午18点：热带风暴唐恩减弱成热带低气压。

9月14日
- 中午12点：热带低气压唐恩沿乔治亚州和南卡罗莱纳州海岸平行移动了24小时后，在查尔斯顿东北方向海域消散。

9月19日

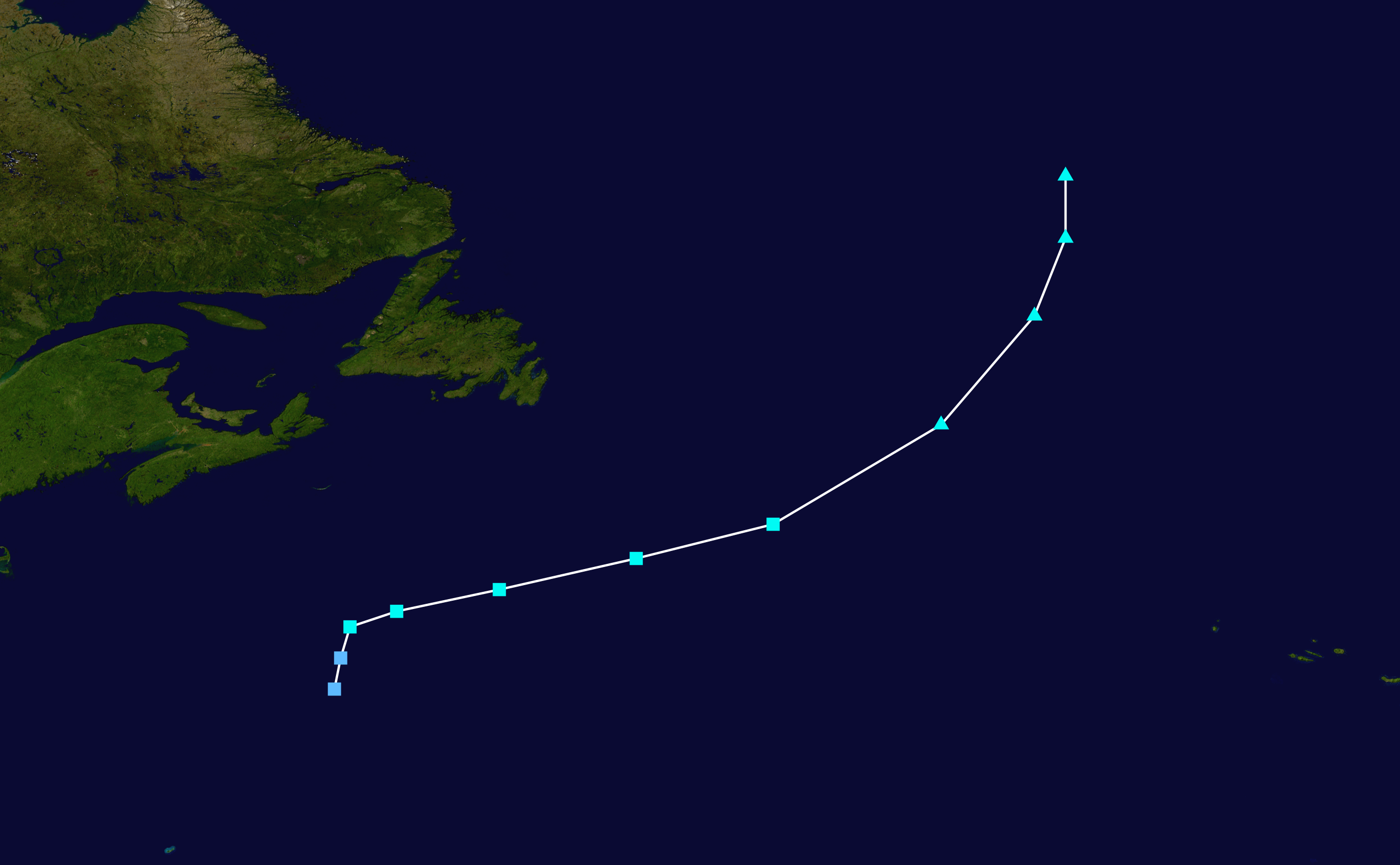
亚热带风暴查理的路径图。

- 中午12点：百慕大东北方向洋面形成了一股亚热带低气压。

9月20日
- 凌晨0点：亚热带低气压增强成亚热带风暴并获命名为查理（Charlie）。

9月21日
- 凌晨0点：亚热带风暴查理达到风速每小时105公里的最高强度。
- 早上6点：亚热带风暴查理转变成温带气旋。

### 10月
- 整个10月都没有热带气旋在大西洋盆地发展和形成。

### 11月
11月1日

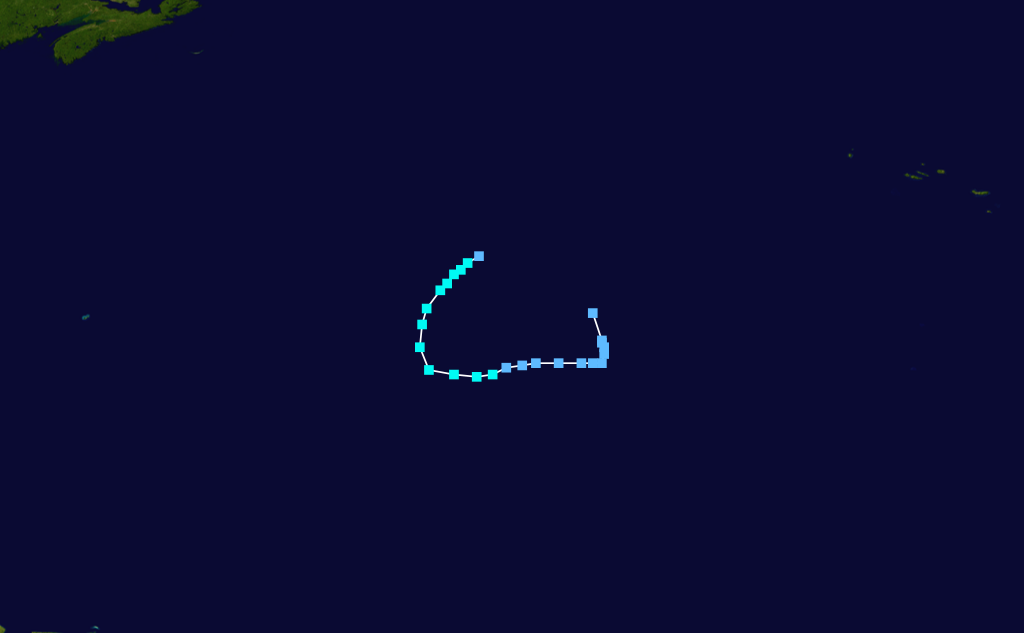
亚热带风暴德尔塔的路径图。

- 下午18点：北大西洋中部形成了一股亚热带低气压。

11月2日
- 凌晨0点：亚热带低气压增强成亚热带风暴并获命名为德尔塔（Delta）。
- 中午12点：亚热带风暴德尔塔达到风速每小时75公里的最高强度。

11月5日
- 凌晨0点：亚热带风暴德尔塔减弱成亚热带低气压。

11月7日
- 下午18点：亚热带低气压德尔塔消散。

11月30日
- 1972年大西洋飓风季正式结束。